# Vassilis Doropoulos

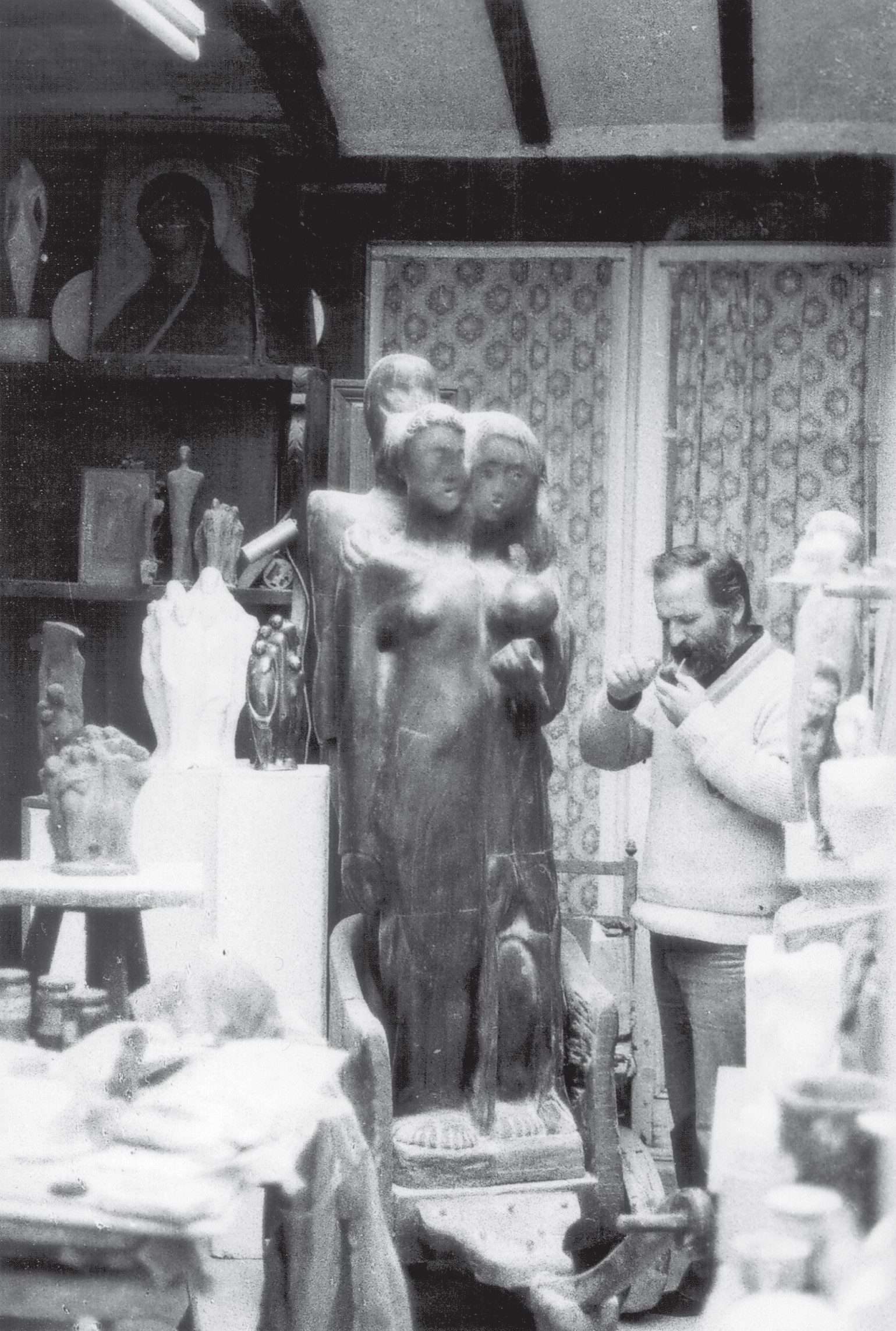
L’ artiste dans son atelier à Gentilly (1978)

Vassilis Doropoulos  est un sculpteur grec vivant en France, né à Mesopotamia (Kastoria, Grèce) le 13 août 1942.
En 1965, il s’installe à Paris avec sa mère où il complète ses études à l’École Nationale Supérieure des Beaux Arts dans les ateliers en peinture de M.Tondu et en sculpture d’Étienne-Martin, de René Collamarini et de César.
Vassilis Doropoulos a participé depuis 1968 à de nombreuses expositions personnelles et collectives
et a reçu de nombreuses distinctions.
Il a réalisé des Médailles et sculptures pour l’Hôtel de la Monnaie de Paris.
Il est membre de la Maison des artistes à Paris, Syndicat professionnel des sculpteurs à Paris
et de EET (Maison des Artistes Grecs, Syndicat des sculpteurs Grecs), Athènes.

## Prix et récompenses
- 1969: Salon des artistes Français (Grand Palais).
- 1974: Médaille pour le prix du portrait Paul-Louis Weiller à l’Académie des Beaux Arts (Institut de France)
- 1977: Grand Prix Humanitaire de France, médaille d’argent, diplôme et ruban
- 1978: Prix Susse, 8e biennale des Formes Humaines (Musée Rodin)
- 1978: Prix des Jeunes de la Société des Beaux Arts (Paris)
- 1981: Grand Prix Rubens ≪ Association Belgo - Hispanica ≫, Paris
- 1982: Palme d’Or de la Critique (Paris)
- 1990: Prix du Lions Club (Salon de Printemps, Villeneuve la Garenne)
- 1998: Prix du Lions Club d'Athènes, pour "service rendu à l’art".

## Premiers Prix dans le cadre de concours Nationaux pour la réalisation des monuments
- 1985: Monument de la paix G. Lamprakis (Ville de Thessalonique).
- 1986: Monument de la Résistance Nationale (Ville de Korydallos, Athènes[5]).
- 1989: Monument de la Réconciliation Nationale (Ville d’Athènes)[6].
- 2004: Monument de la Résistance Nationale (Ville de Kastoria).

## Collections et Musées où se trouvent les œuvres de l’artiste
- Fonds national d'art contemporain
- Musée d'Art moderne de Paris
- Hôtel de la Monnaie, Paris
- Banque Nationale de Grèce, UNESCO Paris, Hôpital international de la Cité universitaire, Paris
- Mairie de Gentilly
- Mairie de Tokamachi, Japon, Collection des Beaux-Arts, Japon.
- Mega, collection privée, Athènes
- Mega, Montréal.
- Levendis Musee Levendis, Glyphada Athènes
- Collection Fautrier, Paris
- Constantan, Paris
- Alexandre, Paris
- Zographos Anastasios, Enghien les Bains
- Pino Mortara, Italie.

## Monuments, sculptures en plein air, œuvres dans l’architecture
- Antigone (marbre pendélique), Banque Nationale de Grèce.
- Athena (marbre), musée Skironio Grèce.
- Buste (relief marbre), collection Daniela Larrazabal & Gallarta, Bilbao Biscaya.
- Bas relief (pierre), Société France – Mais, Paris.
- Nike (bronze) acquis par le Centre Culturel de Villeneuve la Garenne.
- Monument de la paix, G. Lambrakis (bronze), Thessalonique.
- Monument National de la Resistance (bronze), Korydallos Athènes.
- Monument de la Réconciliation Nationale, bronze, Athènes, 1987.
- Kori (granit) Musée en plein air de Tokamachi Japon.
- Kori (marbre de Drama), Musée en plein air, Drama Grèce.
- Monument de la Résistance Nationale, Kastoria Grèce.